# Гунькин, Генрих Павлович
Ге́нрих Па́влович Гу́нькин (18 марта 1930, Саратов — 19 сентября 2006, Табарка, Тунис) — искусствовед, исследователь Русского Севера, журналист и писатель. Писал под псевдонимами: Г. Гунн, Генрих Гунн, Виктор Вельский, Геннадий Русский или анонимно. Публиковался также в ежегодном альманахе «На суше и на море».

## Биография
Родился Генрих 18 марта 1930 года в Саратове, но уже в апреле родители переехали в Москву.
С 1948 по 1953 гг. учился в Московском государственном университете им. М. В. Ломоносова на историческом факультете (отделение истории искусства).
С 1964 года являлся членом Союза журналистов СССР.
Являлся знатоком истории и культуры Русского Севера. Эта область его интересов стала делом всей его жизни. С 1968 года начали выходить его книги. Помимо Севера писал о своём понимании произведений Н.Лескова, А.Блока, А.Ремизова и В.Хлебникова.
Начиная с 1980 года издает целую серию произведений, целью которых стало изучение «северорусской святости», то есть духовного мира Русского Севера. В них он рассказывает о судьбе, учении и деяниях известных северорусских святых. Первые очерки этой серии были опубликованы в журнале «Континент». В 2002 году эти очерки вышли отдельным изданием.
Был женат на Лидии Ивановне Иовлевой.
В 2000 году Генрих Павлович выпустил на свои деньги книгу, где сделал попытку подвести «итоги культурного развития человечества за прошедшее тысячелетие», разбирая образы самых известных типов литературных героев.
Умер 19 сентября 2006 года в Тунисе в г. Табарка по причине остановки сердца.
Похоронен в Москве на Щербинском кладбище..
В 2007 году была открыта Библиотека Русского Севера в Каргополе. В основе её личная библиотека Генриха Павловича, переданная в дар музею вдовой писателя, исполнившей его волю. Он сам хотел открыть эту библиотеку, но не успел.